# 卡雷拉 (圣蒂尔苏)
卡雷拉是葡萄牙波尔图区的一个堂区。总面积3.45平方公里，总人口982人，人口密度284.6人/平方公里。